# 維多利亞·阿德萊德 (什勒斯維希-霍爾斯坦)
維多利亞·阿德萊德（德語：Viktoria Adelheid Helene Luise Marie Friederike，1885年12月31日—1970年10月3日），薩克森-科堡-哥達公爵夫人，丈夫是卡爾·愛德華。

## 家庭
1905年，維多利亞·阿德萊德與薩克森-科堡-哥達公爵卡爾·愛德華結婚，兩人共有3子2女：
- 約翰·利奧波德（1906年—1972年），因貴庶通婚放棄繼承權
- 施比拉（1908年—1972年），西博滕公爵夫人，卡爾十六世·古斯塔夫的母親
- 胡貝圖斯（1909年—1943年），二戰時陣亡
- 卡羅琳·瑪蒂爾德（1912年—1983年）
- 腓特烈·約西亞斯（1918年—1998年），1954年成為薩克森-科堡-哥達王朝首領